# Batalha de Okinawa
A Batalha de Okinawa (em japonês: 沖縄戦, Okinawa-sen), cujo codinome foi Operação Iceberg, teve lugar na ilha de Okinawa, no arquipélago de Ryukyu (sul das quatro maiores ilhas do Japão), tendo sido o maior ataque anfíbio durante a campanha do Pacífico da Segunda Guerra Mundial. Foi a maior batalha marítimo-terrestre-aérea da história, ocorrendo de Abril a Junho de 1945.
Nenhum dos lados imaginou que fosse a última maior batalha da guerra. Os norte-americanos planejaram a Operação Downfall, a invasão das principais ilhas do Japão, que nunca aconteceu devido à rendição Japonesa em Agosto de 1945 devido ao uso das bombas atômicas sobre Hiroshima e Nagazaki.
A batalha foi referida como "Tufão de aço" ("Typhoon of Steel" em inglês) e "tetsu no ame," "tetsu no bōfū" pelos habitantes de Okinawa, que significa "chuva de ferro" e "vento violento de aço", respectivamente, referindo-se à intensidade de fogo da batalha.
Em algumas batalhas no Pacífico, como a de Iwo Jima, não existiam civis, mas em Okinawa havia uma grande população, e as baixas civis giraram em torno de, no mínimo, 130 000. Baixas norte-americanas foram mais de 72 000, dos quais 15 900 eram de mortos ou desaparecidos, o dobro de Iwo Jima e Guadalcanal juntas. Cerca de um-quarto da população civil e soldados japoneses e norte-americanos foram mortos na ilha na primavera de 1945. Havia pelo menos 110 000 militares japoneses mortos; muitos preferiram cometer suicídio a serem capturados.

## Ordem de batalha

### Aliados

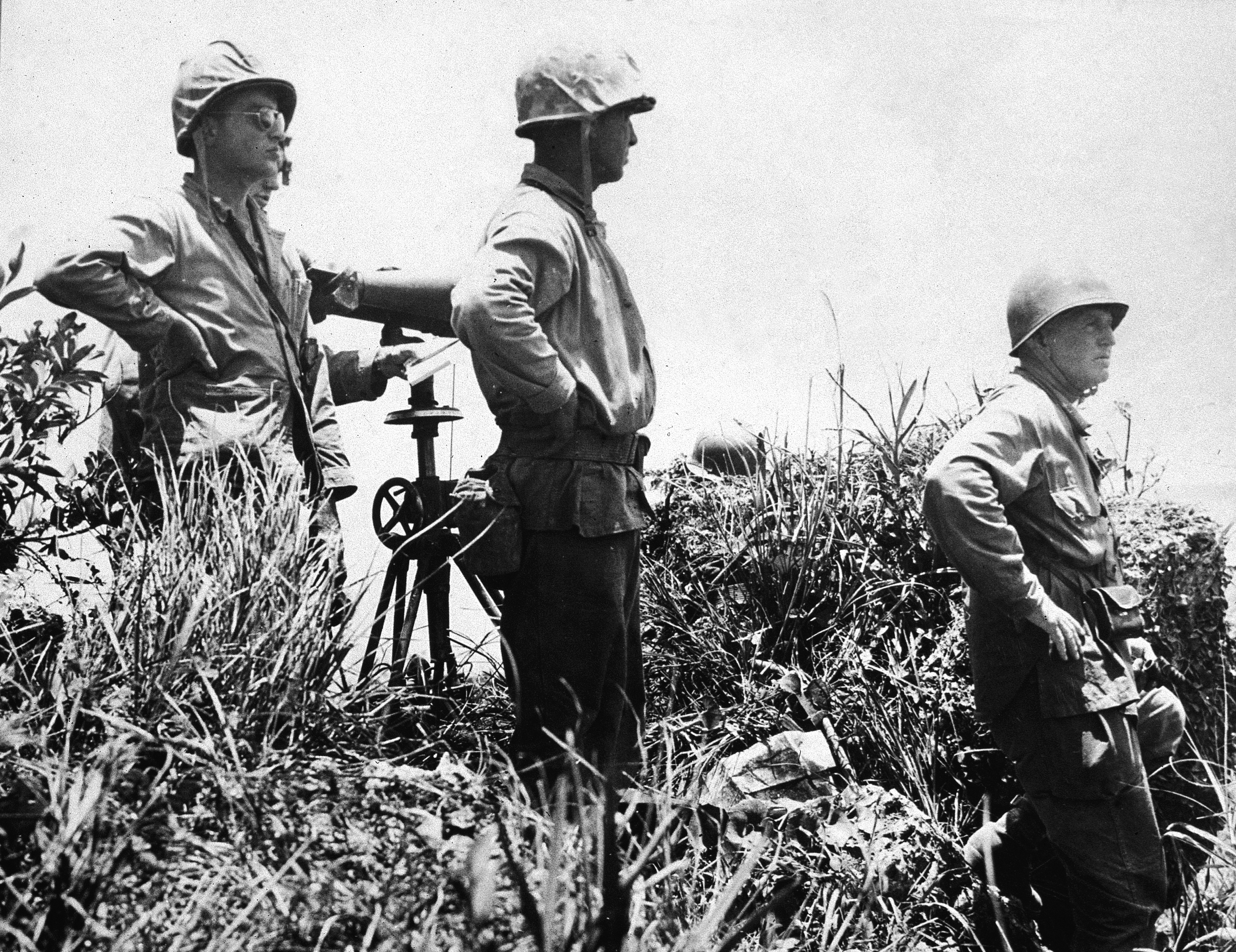
Última foto do general Simon Bolivar Buckner, Jr. (na direita) tirada com vida, em 18 de junho de 1945. Ele foi morto mais tarde naquele dia por fogo de artilharia japonesa.

Para a invasão foram reunidos dois Corpos do exército dos Estados Unidos, além do III Corpo Anfíbio dos Fuzileiros Navais, consistido da 1ª e 6ª Divisões, e o XXIV Corpo, consistido da 7ª e 96ª Divisões. A 2ª Divisão de fuzileiros e a 10ª Divisão do exército, controlava a 27ª Divisão de infantaria, determinada como uma guarnição, e ainda tinha a 77ª Divisão de infantaria. Ao todo, havia 102 000 soldados do exército, mais de 88 000 fuzileiros e 18 000 marinheiros (incluindo muitos Seabees e pessoal médico). No começo da Batalha de Okinawa, o 10º Corpo tinha 182 821 homens disponíveis. Foi planejado que o general Buckner se reportaria ao almirante Richmond Turner até que o desembarque anfíbio acontecesse, e depois disso ele responderia ao almirante Raymond Spruance.
Apesar das forças de desembarque serem compostas apenas por unidades das forças armadas dos Estados Unidos, a Frota Britânica do Pacífico (ou "Força Tarefa 57") fornecia mais de um-quarto do apoio naval Aliado na região, com mais de 450 aviões disponíveis. Continha uma força de 50 navios de guerra, incluindo 17 porta-aviões que carregavam menos aeronaves que os dos americanos, mas como era blindado, era mais resistente aos ataques kamikazes. Não havia só pilotos ingleses nestes aviões, mas também vários outros dos mais diferentes locais da comunidade britânica de nações, além de embarcações e pessoal de apoio canadenses, neozelandeses e australianos. Sua missão principal era eliminar as bases aéreas japoneses nas Ilhas Sakishima e dar apoio contra os kamikazes. A maioria dos aviões de combate, além de bombardeiros de mergulho e outros tipos de caça-bombardeiros, pertenciam a marinha dos Estados Unidos.

### Japoneses

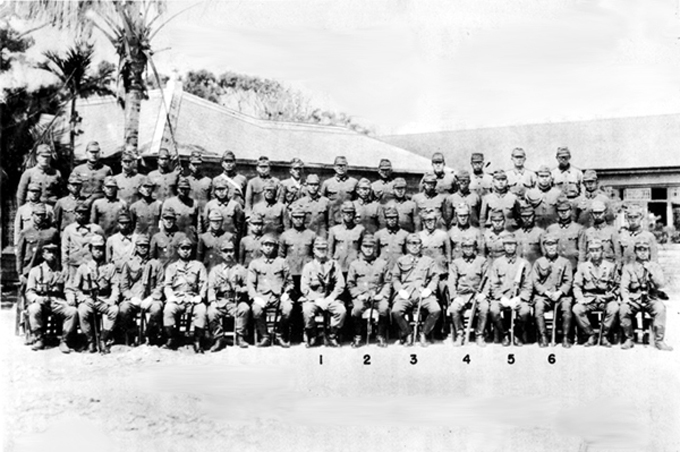
Oficiais japoneses em Okinawa (fotografados em fevereiro de 1945). No centro: (1) o almirante Minoru Ota, (2) o tenente-general Mitsuru Ushijima, (3) o tenente-general Isamu Cho, (4) o coronel Hitoshi Kanayama, (5) o coronel Kikuji Hongo e (6) o coronel Hiromichi Yahara.

A campanha terrestre japonesa (lutada primordialmente na defensiva) era conduzida por 67 000 soldados (77 000 de acordo com algumas fontes) do 32º Corpo do exército imperial japonês e pelo menos 9 000 combatentes da marinha imperial na base de Oroku (apenas algumas centenas destes tinham recebido  treinamento completo para combate terrestre e poucos tinham equipamentos de qualidade), apoiados por 39 000 conscritos locais das ilhas Ryūkyū (incluindo 24 000 alistados a força como milícias de retaguarda chamadas de Boeitai e 15 000 trabalhadores não uniformizados). Os japoneses tinham usado táticas kamikaze desde a Batalha do Golfo de Leyte (1944), mas pela primeira vez eles seriam usados em larga escala de forma defensiva. Entre 1 de abril e 25 de maio de 1945, vários ataques kamikaze foram tentados, envolvendo mais de 1 500 aeronaves. Apesar de causarem muitos danos, eles foram ineficazes no quadro geral da campanha.
O 32º Corpo do exército imperial consistia inicialmente de unidades da 9ª, 24ª e 62ª Divisões, junto com a 44ª Brigada independente mista. A 9ª Divisão havia sido deslocada de Taiwan antes da invasão, resultando em um arranjo combinatório de planos defensivos japoneses. A principal defesa estaria no sul de Okinawa, sob comando do tenente-general Mitsuru Ushijima, seu chefe de Estado-maior, o tenente-general Isamu Chō e seu chefe de operações, o coronel Hiromichi Yahara. Yahara defendia uma estratégia basicamente defensiva, enquanto Chō pregava uma doutrina ofensiva. No norte, o coronel Takehido Udo estava no comando. As forças da marinha eram comandadas pelo almirante Minoru Ōta. Era esperado que os americanos desembarcassem entre seis e dez divisões contra a guarnição japonesa de duas divisões e meia; o comando japonês sabia da superioridade americana em termos de qualidade de equipamentos e número de tropas, assim como seu muito maior poder de fogo.

#### Uso de crianças-soldado
Em Okinawa, meninos do ensino médio foram organizados na linhas de frente - muitos foram mandados para unidades de combate e outras para enfermagem.

## Batalha naval
Havia uma fascinação hipinótica a vista que era tão alienígena a nossa filosofia ocidental. Nós observávamos cada um desses kamikaze com um grande horror ao testemunhar tamanho horrível espetáculo. Nós esquecíamos de nós mesmos enquanto nos agarrávamos para o pensamento do homem que estava alia em cima.

Vice-almirante C.R. Brown, Marinha dos Estados Unidos

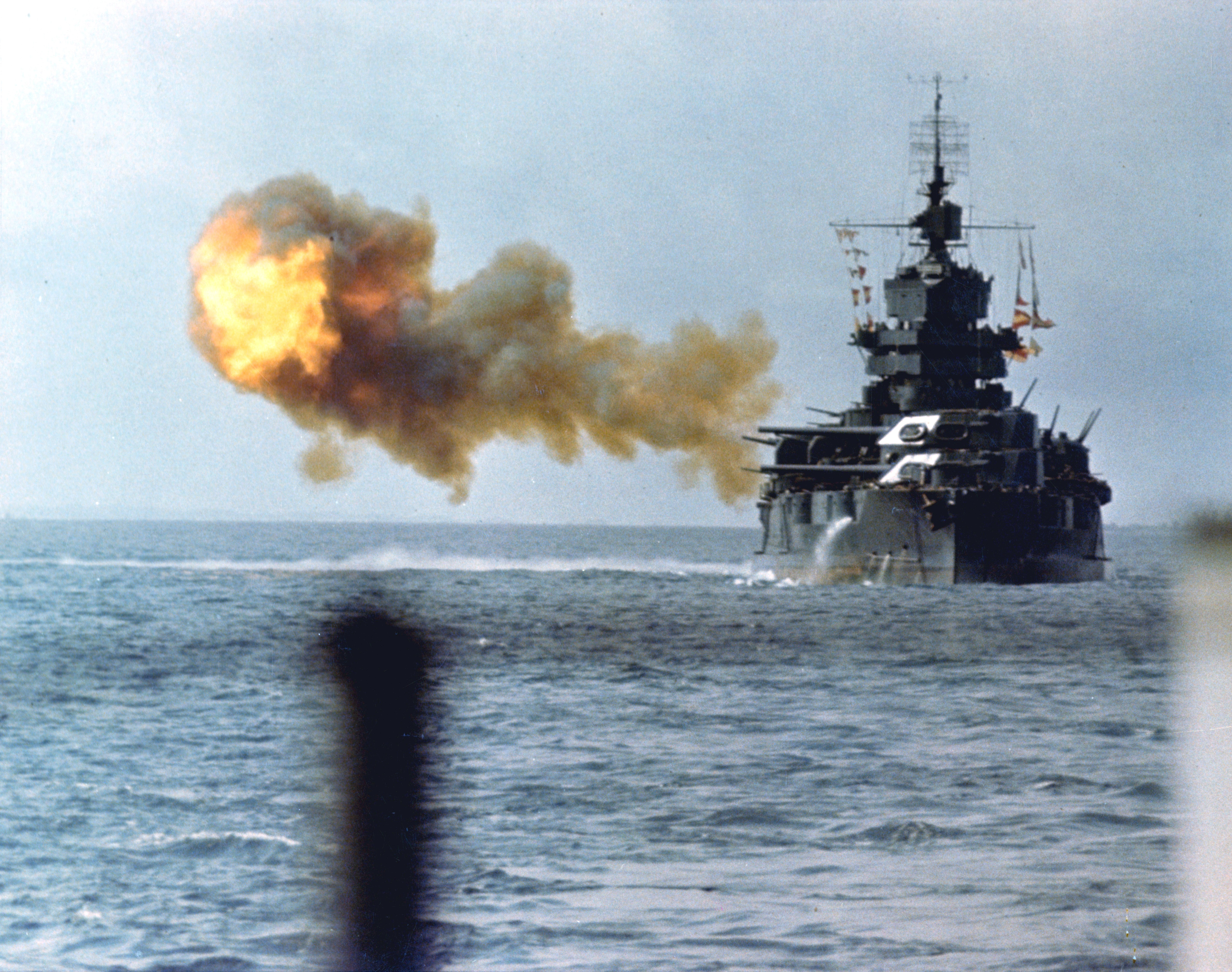
O USS Idaho abrindo fogo contra Okinawa.

A Força Tarefa 58, da marinha dos Estados Unidos, foi enviada para o leste de Okinawa e continha, entre 23 de março e 27 de abril, cerca de 6 a 8 contratorpedeiros e 13 porta-aviões, além de outros pequenos navios de guerra, couraçados e cruzadores. Em 27 de abril, entre 14 e 18 porta-aviões estavam servindo na região e até 20 de abril, os britânicos, com mais 10 porta-aviões, permaneceram próximos as ilhas Sakishima para proteger o flanco sul. A prolongada e estressante campanha forçou o almirante Chester W. Nimitz a criar esquemas para dar folgas aos comandantes navais para descansar eles e suas tripulações. Com essas alterações de comando, as forças navais americanas começaram a campanha com a 5ª Frota dos Estados Unidos sob comando do almirante Raymond Spruance, mas terminou com a 3ª Frota dos Estados Unidos assumindo o controle das operações navais, sob comando do almirante William Halsey.
A oposição aérea por parte dos japoneses foi leve durante os primeiros dias de desembarque. Contudo, em 6 de abril, a reação aérea se expandiu com mais de 400 aviões decolando de Kyushu. Ataques pesados periódicos pelo ar continuaram por todo o mês de abril. Entre 26 de março e 30 de abril de 1945, vinte navios americanos foram afundados e 157 outros foram danificados. Já os japoneses perderam, até 30 de abril, mais de 1 100 aviões apenas nas batalhas navais. Entre 6 de abril e 22 de junho, os japoneses voaram mais de 1 465 aeronaves kamikazes de Kyushu. Os americanos não anteciparam que os japoneses tinham tantos aviões disponíveis. As perdas sofridas pelos americanos foram pequenas até, com embarcações não muito relevantes sendo afundadas. Ainda assim, muitos porta-aviões foram danificados. Lanchas Shin'yō foram também utilizadas em ataques suicidas, embora o general Ushijima ter se oposto a esta tática, afirmando que ela era ineficiente contra um inimigo tão superior em todos os aspectos (principalmente em poder de fogo).

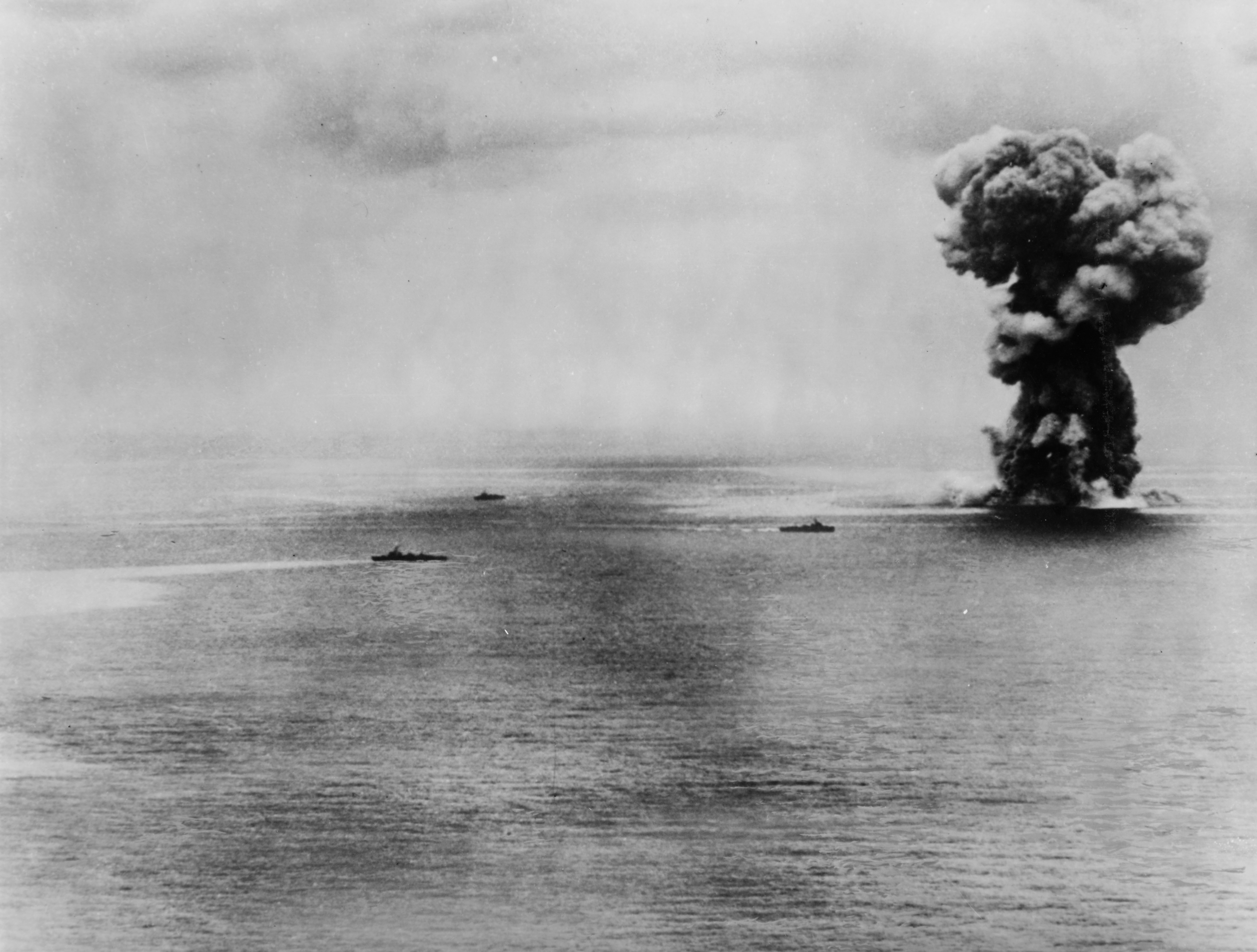
O couraçado japonês Yamato explodindo.

### OperaçãoTen-Go
A grande Operação Ten-Go (Ten-gō sakusen) foi uma tentativa de ataque feito por dez poderosos navios de guerra japoneses, liderados pelo couraçado Yamato e sob comando do almirante Seiichi Itō. Esta pequena força tarefa recebeu ordens de engajar a frota inimiga, e depois se encalhar na costa e usar seus canhões como artilharia costeira e seus tripulantes como infantaria naval. A força Ten-Go foi localizada por submarinos logo após eles deixarem seus portos e uma frota de porta-aviões americanos foi enviada para intercepta-los. Sob ataque de mais de 300 aviões durante umas duas horas, o Yamato foi afundado em 7 de abril de 1945. Outros cinco navios japoneses foram afundados e um outro foi gravemente danificado. No final, a perda destas embarcações (além da morte de 3 700 marinheiros, incluindo o almirante Itō), foi importante para a campanha geral em Okinawa, com os japoneses não conseguindo fazer uma oposição naval eficiente aos desembarques.

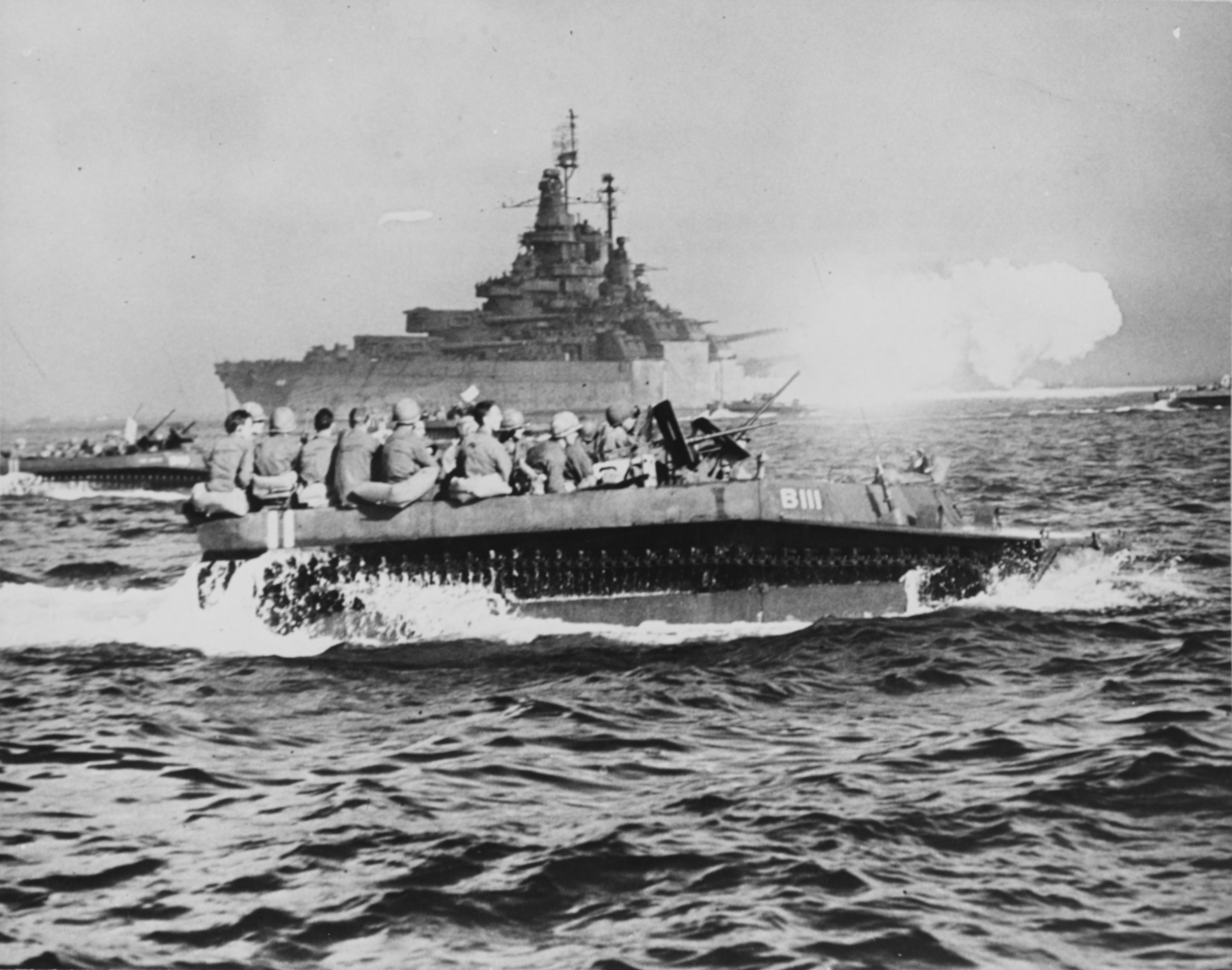
Veículos de transporte americanos de tropas partindo para Okinawa. No fundo, o couraçado USS Tennessee bombardeando a ilha.

### Frota britânica
A Frota Britânica do Pacífico, como parte da Força Tarefa 57, foi enviada para neutralizar os campos aéreos japoneses nas ilhas Sakishima. Eles executaram esta missão, de 26 de março a 10 de abril, de forma bem sucedida. Nesse dia 10, sua atenção voltou-se para a ilha de Formosa. A força recuou para a baía de San Pedro entre 23 de abril. Em 1 de maio, a frota britânica no Pacífico retornou para ação, participando das missões em Okinawa. Vários ataques kamikaze foram enviados contra os seus navios e causaram muitos danos, mas tais ações só causavam pequenas interrupções e não prejudicaram a campanha em geral.

## Batalha terrestre

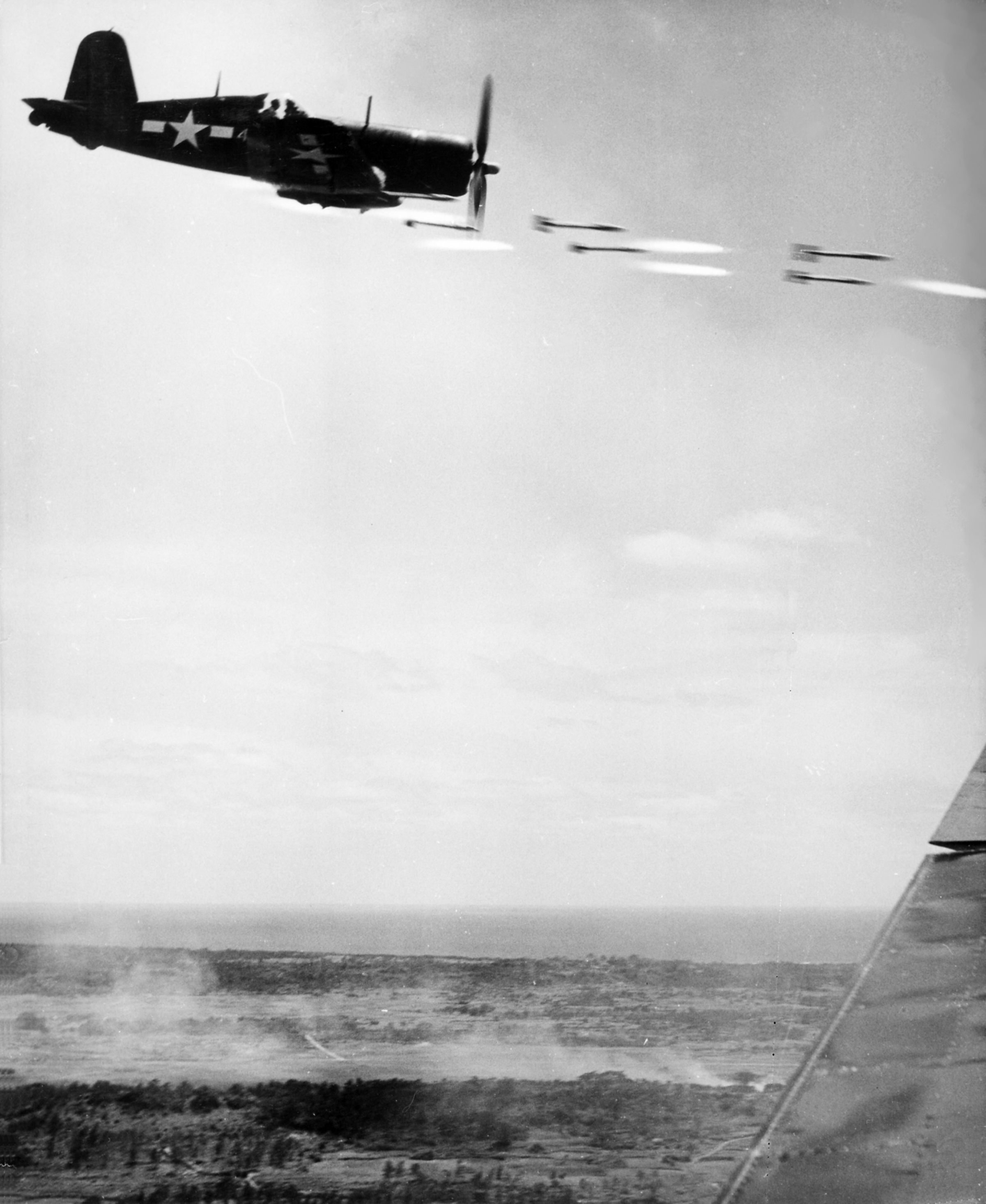
Um caça aliado gasta todos os seus foguetes contra uma fortaleza japonesa em Okinawa.

A luta em terra durou cerca de 81 dias, começando em 1 de abril de 1945. As primeiras tropas americanas a chegar eram da 77ª Divisão de infantaria, que desembarcou nas ilhas Kerama, 24 km a oeste de Okinawa, em 26 de março. Kerama caiu em apenas cinco dias. Nestas ações preliminares, a 77ª Divisão teve 27 soldados mortos e outros 81 feridos, enquanto o número de baixas japoneses giraram em torno de 650. Esta operação deu aos Aliados um porto para ancorar seus navios e eliminava a ameaça de barcos suicidas pelos japoneses.
Em 31 de março, fuzileiros americanos da força de reconhecimento desembarcaram em Keise Shima, sem sofrer oposição, em quatro ilhotas a apenas 13 km da cidade de Naha, a capital de Okinawa. Canhões "Long Tom" de 155 mm foram enviados para as praias, a fim de dar cobertura para as operações em Okinawa.

### Norte

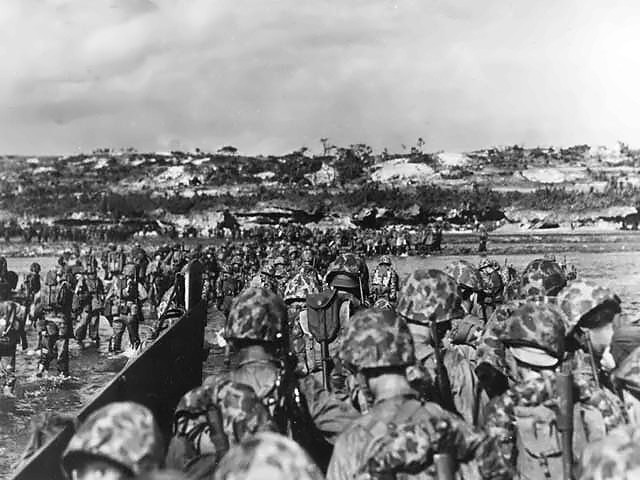
Fuzileiros americanos chegando na ilha de Okinawa, em 1 de abril de 1945.

O principal desembarque foi executado pelo XXIV Corpo do Exército dos Estados Unidos e pelo III Corpo Anfíbio dos Fuzileiros Navais e aconteceu nas praias de Hagushi, na costa oeste de Okinawa, em 1 de abril de 1945. A 2ª Divisão de Fuzileiros atacou as praias de Minatoga na costa sudeste para confundir os japoneses a respeito das intenções americanas e atrasar a chegada de reforços.
Unidades do 10º Exército americano varreram a parte central da ilha sem muitas dificuldades, rapidamente capturando as bases aéreas de Kadena e Yomitan. Testemunhando esta fraca oposição, o general Simon Bolivar Buckner, Jr. decidiu proceder imediatamente com a Fase II do seu plano — a conquista do norte de Okinawa. A 6ª Divisão de fuzileiros americanos partiu para Ishikawa Isthmus e em 7 de abril já haviam isolado a península de Motobu.
Em 13 de abril, o 2º Batalhão do 22º Regimento de fuzileiros, chegou em Hedo Point (Hedo-misaki) na ponta norte da ilha. Nesta altura, o grosso das forças japonesas no norte (codinome Força Udo) estava presa na península de Motobu. Por lá, o terreno era montanhoso e arborizado, com as defesas japonesas concentradas em Yae-Dake; uma região cheia de cumeeiras e ravinas no centro da península. A luta por Yae-Dake, que terminou em 18 de abril, foi intensa.
Enquanto isso, a 77ª Divisão de infantaria americana atacou a ilha Ie (Ie Shima) — uma ilhota na ponta oeste da península — em 16 de abril. Além da ameaça tradicional do exército japonês, os americanos enfrentaram diversos ataques kamikaze e até civis (muitos deles mulheres) armados com lanças. Houve intensos combates até que a ilha de Ie Shima fosse completamente tomada em 21 de abril e a área se tornou mais uma base aérea contra o Japão. Ernie Pyle, um correspondente de guerra, foi morto durante este combate.

### Sul
Enquanto a 6ª Divisão de fuzileiros americanos limpava o norte de Okinawa, a 96ª e a 7ª Divisão de infantaria partiram para o sul da ilha. Já na região centro-oeste de Okinawa a luta se intensificou, com as fortalezas defensivas japonesas esboçando feroz resistência. A principal linha de defesa japonesa ficava a 8 km ao norte de Shuri e foi o foco dos ataques da 96ª Divisão. Enquanto isso, a 7ª Divisão também enfrentava dificuldades e avançavam lentamente em direção as posições defensivas nas colinas Arakachi. Ao anoitecer de 8 de abril, tropas americanas haviam reportado progressos em superar as defesas japonesas, mas esta vitória veio com um custo alto. Cerca de 1 500 americanos foram mortos ou feridos neste combate, enquanto as baixas japonesas foram superiores a 4 500 soldados perdidos. A batalha, neste momento, estava praticamente em seu começo, com essas defesas superadas sendo apenas as primeiras linhas de defesa de Shuri, o principal ponto de Okinawa.

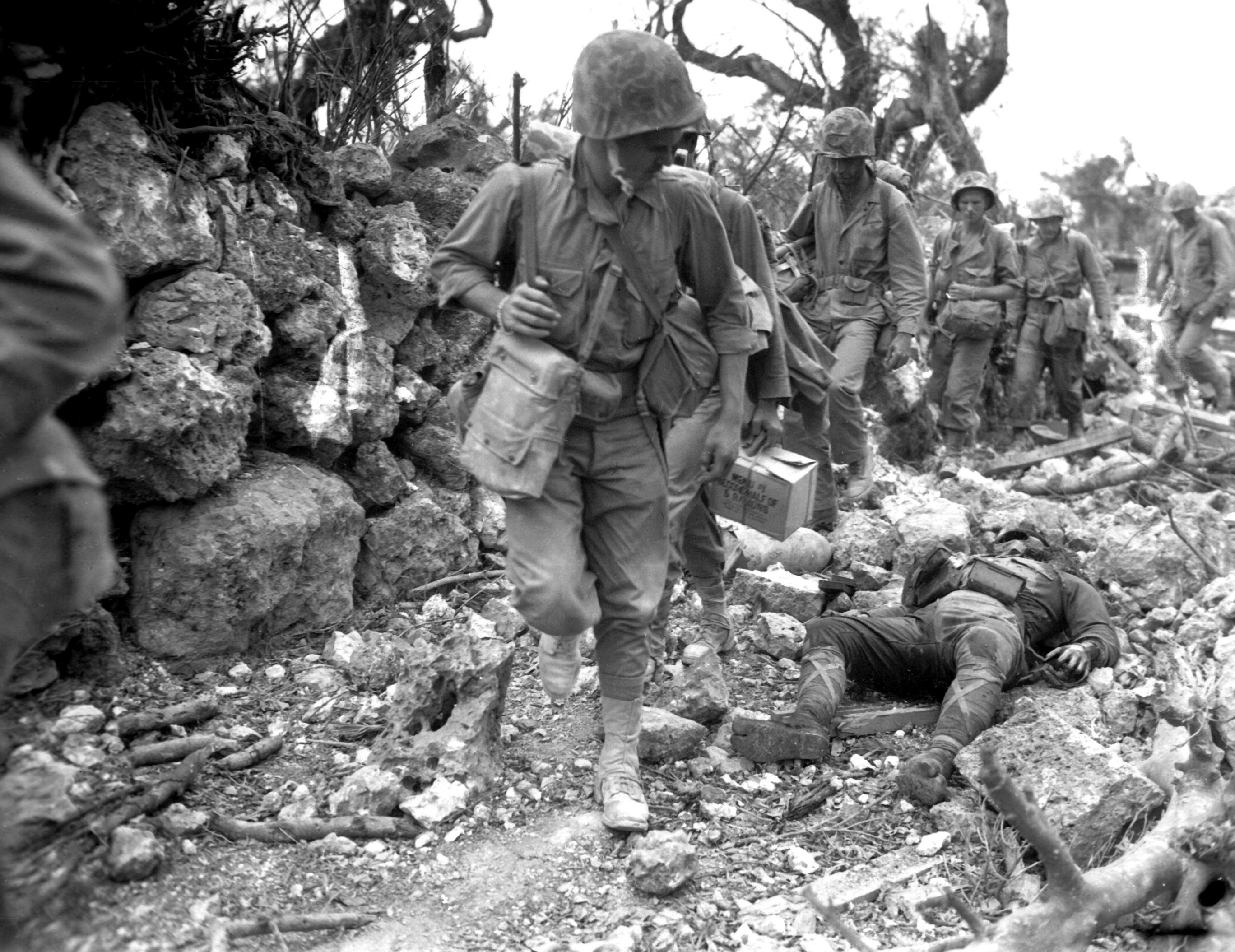
Um fuzileiro americano passando pelo corpo de um soldado japonês morto perto de uma vila destruída, em abril de 1945.

Após a região central ter caído, o próximo passo para os americanos era tomar as cumeeiras de Kakazu, consistidas principalmente por duas colinas interconectadas por trincheiras que eram as principais defesas externas de Shuri. Os japoneses fortificaram bem suas defesas e estavam preparados para lutar com tenacidade. Havia cavernas, trincheiras e ninhos de metralhadoras bem posicionados. Limpar estas áreas custaria caro para os americanos. Os japoneses, em muitas regiões, escravizaram os civis okinawenses, obrigando eles a buscar água e suprimentos, cavar buracos e até a lutar. Assim, a população civil na ilha sofreu consideravelmente. O avanço americano era inexorável, mas pesadas baixas eram reportadas em ambos lados.
Enquanto o avanço americano contra Kakazu enfraquecia, o general Mitsuru Ushijima decidiu tomar a iniciativa e planejou um contra-ataque. No anoitecer de 12 de abril, o 32º Corpo do exército japonês atacaram todas as posições americanas ao longo do fronte sul. O ataque japonês foi pesado e bem organizado. Após combates violentos, os japoneses recuaram, mas decidiram partir para a ofensiva novamente na noite seguinte. O último ataque aconteceu em 14 de abril e também foi mal sucedido. Mas uma coisa que os japoneses perceberam era que os americanos eram vulneráveis a infiltrações noturnas, embora seu poder de fogo muito superior fizesse com que grandes ataques fossem praticamente suicidas. Assim, a estratégia japonesa permaneceu continuar na defensiva.
A 27ª Divisão de infantaria americana assumiu a posição no flanco direito, ao longo da costa oeste de Okinawa. O general John R. Hodge tinha agora três divisões a sua disposição, com a 96ª no meio e a 7ª no leste, com cada uma dessas divisões segurando um fronte de 2,4 km. Hodge lançou sua ofensiva em 19 de abril, com a cobertura de centenas de peças de artilharia, em uma das maiores barragens da guerra. Navios de guerra aliados se juntaram ao bombardeio, que foi seguido por ataques por parte de mais de 650 aviões americanos, atingindo as posições japonesas com napalm, foguetes, bombas e fogo de metralhadoras. Os japoneses sofreram baixas mas o grosso de suas tropas, protegidos em cavernas e trincheiras, sobreviveram e prepararam seus morteiros para revidar contra a infantaria americana que avançava.

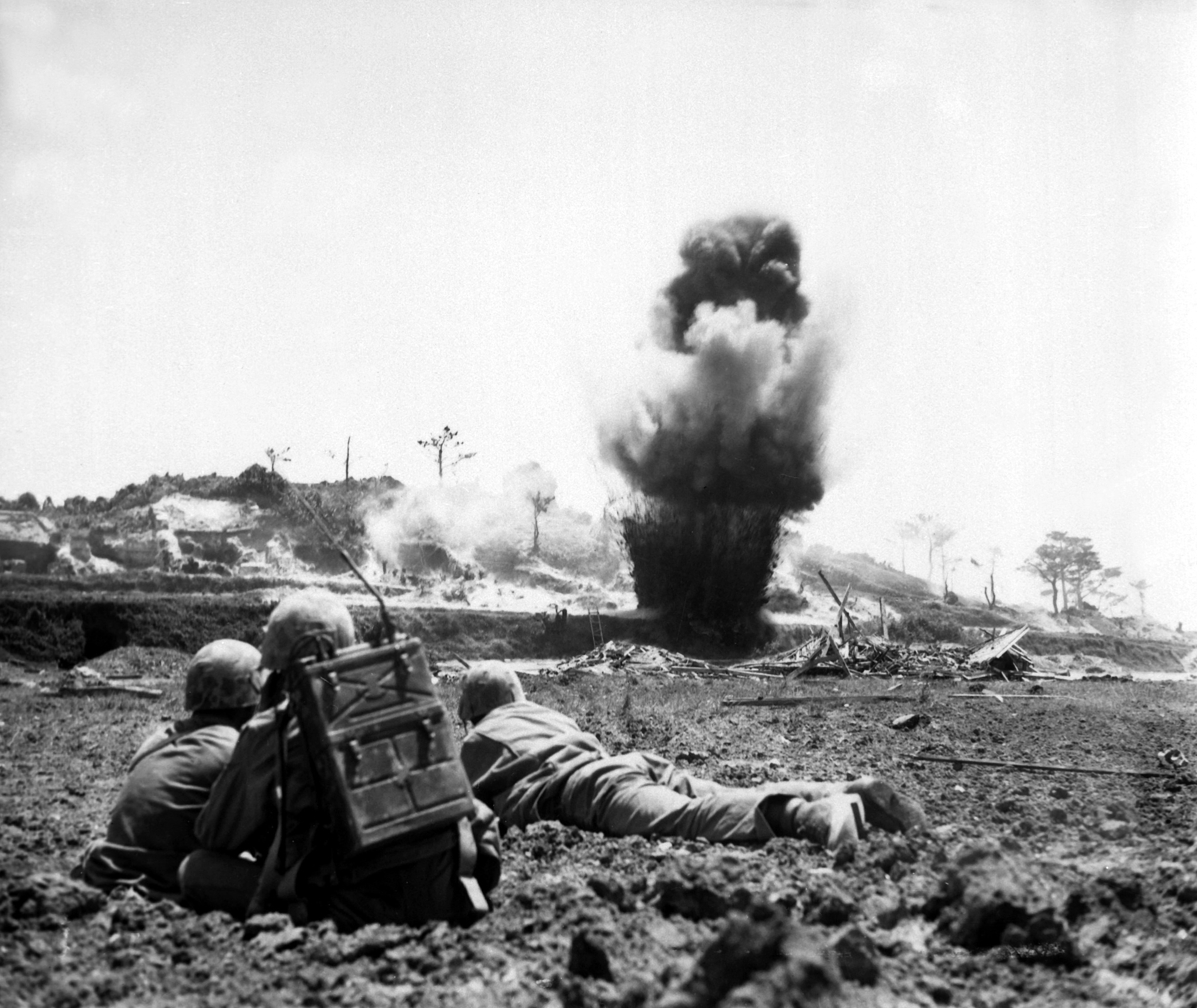
Homens da 6ª Divisão de Fuzileiros americanos atacando uma caverna japonesa, em maio de 1945.

Os americanos utilizaram tanques de guerra para tentar quebrar as linhas japonesas, flanqueando-os nas cumeeiras de Kakazu, mas não foram bem sucedidos e perderam vinte e dois veículos. Apesar de tanques e homens com lança-chamas terem limpado muitas cavernas, as linhas japonesas não cediam, e o exército americano sofreu 720 baixas (entre mortos e feridos). As perdas americanas podiam ter sido mais altas mas a principal defesa japonesa estava ainda no extremo sul.
Ao fim de abril, após as forças do exército americano terem sobrepujado as linhas de defesa japonesas em Machinato, a 1ª Divisão de fuzileiros e a 27ª e 77ª Divisões do exército, chegaram. Quando a 6ª Divisão de fuzileiros também chegou, o III Corpo anfíbio tomou o flanco direito e o 10º Corpo do Exército assumiu o controle da batalha.

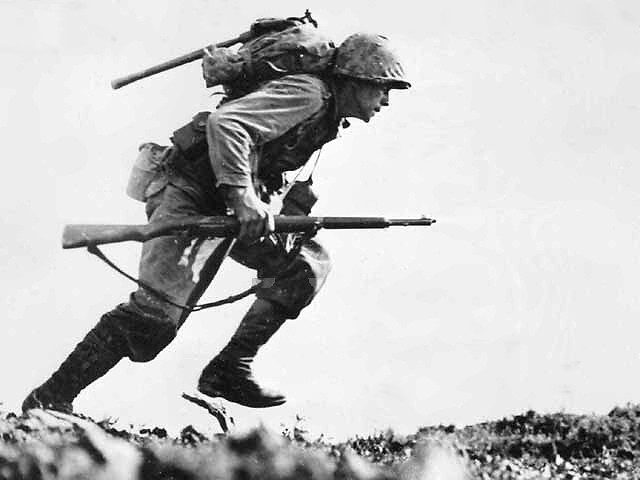
Um fuzileiro americano lutando em Okinawa.

Em 4 de maio, os japoneses lançaram outro contra-ataque. Desta vez, o general Ushijima tentou lançar um ataque anfíbio atrás das linhas inimigas. Para apoiar esta ofensiva, a artilharia japonesa foi para campo aberto. Ao faze-lo, eles dispararam mais de 13 000 cartuchos mas ficaram expostos aos canhões e aviões americanos, que destruíram várias peças de artilharia japonesa. No final este contra-ataque foi um grande fracasso.
O general Buckner renovou a ofensiva americana em 11 de maio. Seguiu-se dez dias de intensos combates. Em 13 de maio, tropas da 96ª Divisão de infantaria e o 763º Batalhão de tanque americanos capturaram a importante colina Conical, avançando pelas planícies da costa de Yonabaru, em uma região defendida por mais de mil soldados japoneses. Enquanto isso, na costa oeste, a 1ª e 6ª Divisões de fuzileiros lutaram na "Colina Pão de Açúcar". A conquista destas posições expôs os japoneses a ataques na região de Shuri por ambos os lados. Buckner esperava avançar e encurralar as últimas defesas japonesas rapidamente.
Ao fim de maio, chuvas fortes tornaram as áreas das colinas e estradas em zonas quase que impassáveis, lotadas de lama, complicando a situação militar e médica de ambos os lados. Os avanços lembravam combates da Primeira Guerra Mundial com tropas atravessando lentamente terrenos lamacentos e inundados, com dificuldades para levar os feridos para a retaguarda. As condições de vida dos soldados se deteriorou, com o combate contínuo e condições amenas, como as chuvas de monção constantes. Os cadáveres não eram enterrados e ficavam para apodrecer ao ar livre e se impregnavam na terra, produzindo um fedor insuportável. Havia trincheiras com cadáveres cheios de vermes e dejetos, complicando a situação.

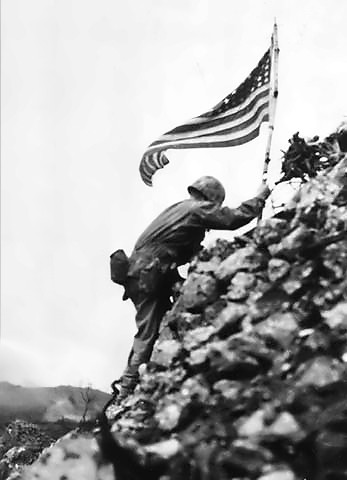
O tenente-coronel Richard P. Ross, comandante do 1º Batalhão, indo colocar a bandeira americana no Castelo de Shuri, em 30 de maio de 1945.

Em 29 de maio, o major-general Pedro del Valle — então comandante da 1ª Divisão de fuzileiros americanos — ordenou que o capitão Julian Dusenbury da Companhia A, do 1º Batalhão, capturasse o Castelo Shuri, a principal fortificação japonesa em Okinawa. A conquista deste castelo significaria um grande golpe militar e psicológico contra os japoneses e um marco em toda a campanha. O general Del Valle receberia uma medalha por serviços distintos por sua liderança nas operações em Okinawa. Já o capitão Dusenbury receberia uma Cruz da Marinha por bravura. O castelo Shuri foi bombardeado pelo couraçado USS Mississippi (BB-41) por três dias antes da infantaria americana avançar. Assim, os japoneses tiveram de recuar e os fuzileiros americanos não tiveram tanta dificuldade em tomar Shuri. As tropas americanas, contudo, tiveram graves problemas de comunicação nas regiões ao redor do castelo, com várias baixas sendo infligidas por fogo amigo devido a artilharia e aviões.
A retirada dos japoneses, sendo fustigados por disparos de artilharia, foi conduzida com grande habilidade durante a noite. O exército japonês conseguiu evacuar quase 30 000 homens para a última linha de defesa na península de Kiyan, o que resultaria na maior batalha da campanha, com milhares de mortes (entre combatentes e civis). Além disso, havia 9 000 militares japoneses, apoiados por 1 100 milicianos okinawenses, tomaram as trincheiras e cavernas das colinas perto da base naval de Okinawa na península de Oroku. Em 4 de junho, elementos da 6ª Divisão de fuzileiros americanos lançaram um ataque anfíbio contra aquela península. Estima-se que pelo menos 4 000 marinheiros japoneses — incluindo o almirante Minoru Ōta — cometeram suicídio coletivo em 13 de junho para evitar a captura. Quatro dias depois, o que sobrou das forças do general Ushijima fugiu para o extremo sul da ilha, em Itoman. Em 18 de junho, o general Buckner foi morto por fogo de artilharia enquanto inspecionava as posições avançadas de suas tropas. Ele foi substituído pelo general Roy Geiger. Ao assumir o comando, Geiger se tornou o único general dos fuzileiros a comandar grandes quantidades de tropas do exército em combate; cinco dias depois ele foi substituído pelo general Joseph Stilwell.

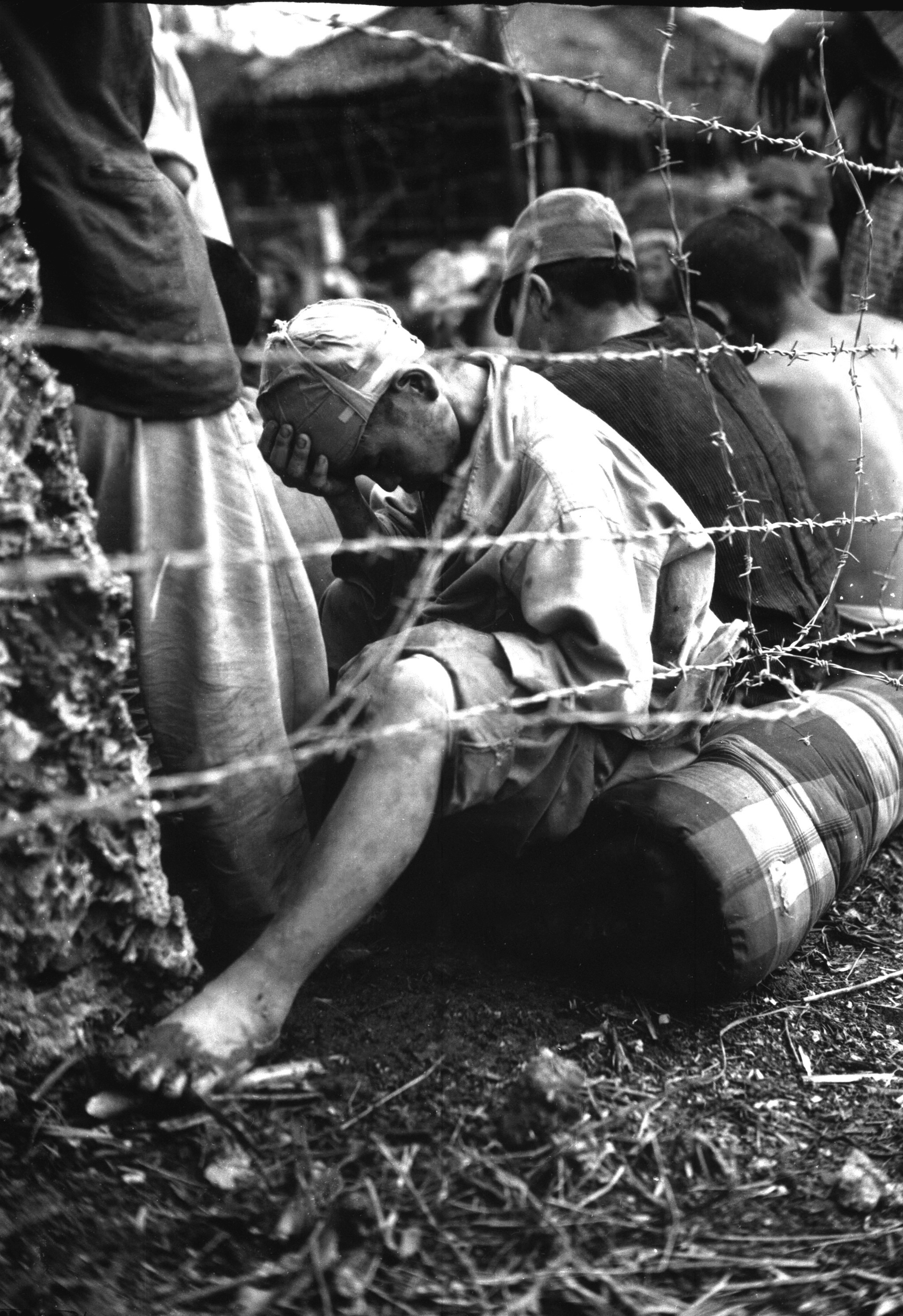
Um prisioneiro japonês capturado no último dia da batalha.

Os últimos bolsões de defesa dos japoneses caíram em 21 de junho, embora algumas de suas unidades continuaram escondidas, incluindo o futuro governador de Okinawa, Masahide Ōta. Ushijima e Chō decidiram cometer suicídio ritual (o seppuku) em seu quartel-general na Colina 89 nas últimas horas da batalha. O coronel Hiromichi Yahara pediu permissão para o general Ushijima para cometer suicídio, mas foi recusado, recebendo como resposta: "Se você morrer não restará ninguém para saber a verdade a respeito da Batalha de Okinawa. Aguente esta vergonha temporária e resista. Esta é a ordem do seu comandante". O coronel Yahara foi o oficial de mais alta patente a sobreviver e mais tarde escreveu o livro The Battle for Okinawa ("A Batalha por Okinawa"). A rendição formal da ilha aconteceu em 7 de setembro, próximo a base aérea de Kadena.

## Baixas

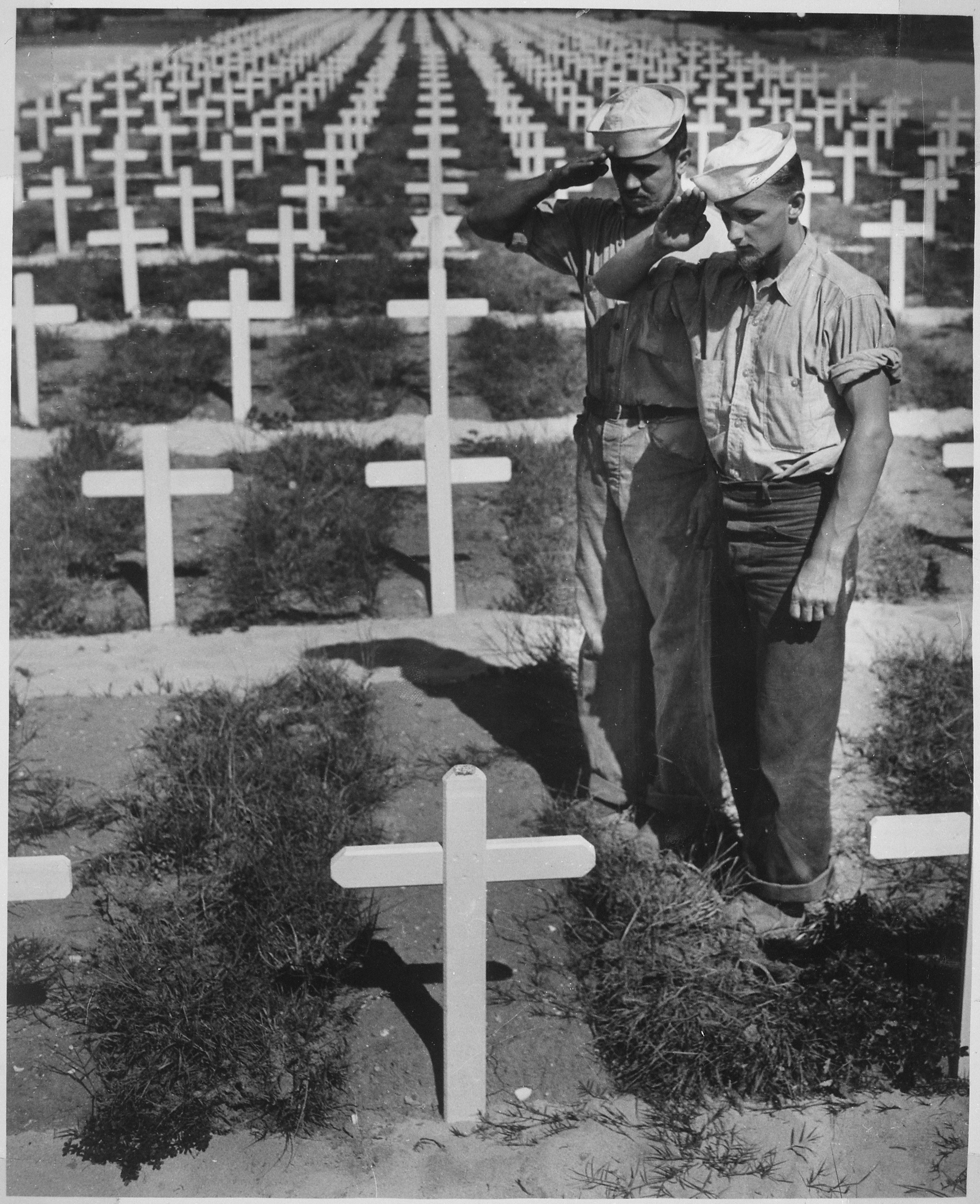
Dois homens da guarda costeira americana prestam continência aos camaradas mortos nas ilhas Ryukyu.

Okinawa foi a batalha mais sangrenta da Guerra do Pacífico. Um monumento as vítimas da batalha continha, em 2010, uma lista de 240 931 nomes, incluindo 149 193 civis locais, 77 166 soldados japoneses (identificados), 14 009 americanos e um pequeno número de sul-coreanos (365), de britânicos (82), norte-coreanos (82) e taiwaneses (34). O número de mortos na Batalha de Okinawa é contado, pelos Estados Unidos, desde os desembarques na Ilha de Kerama em 26 de março de 1945 até a assinatura da rendição do Japão em 2 de setembro de 1945, além de todas as perdas dos okinawenses durante a Guerra do Pacífico desde o Incidente de Mukden. Todos os anos novos cadáveres são identificados e seus nomes adicionados aos monumentos. Quarenta mil civis okinawenses mortos eram conscritos do exército japonês e são listados como militares mortos.

### Perdas militares

#### Estadunidenses

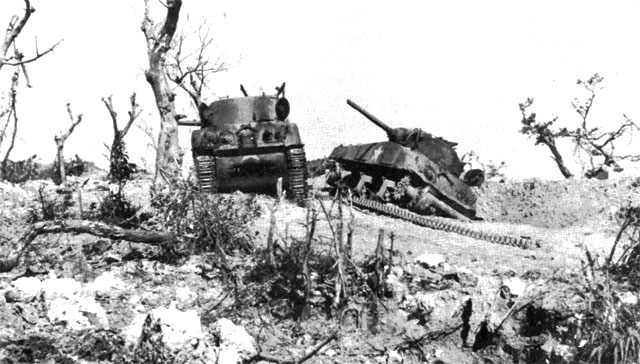
Dois tanques americanos M4 Sherman inutilizados pela artilharia japonesa, em 20 de abril de 1945.

As forças armadas dos Estados Unidos sofreram 82 000 baixas em Okinawa, dos quais pelo menos 12 500 são mortos ou desaparecidos. Entre as perdas sofridas em combate pelo menos 4 907 eram da marinha, 4 675 do exército e 2 938 do Corpo de Fuzileiros. Muitos combatentes morreram ou foram retirados da ação devido a causas não relacionadas a luta (por razões psicológicas, contusões e doenças, principalmente). A decisão do general Buckner de atacar diretamente os japoneses, apesar de custosa em termos de vida, acabou sendo bem sucedida. Quatro dias antes do término da campanha, Buckner foi morto por fogo de artilharia japonesa enquanto ele inspecionava suas tropas. Ele foi o oficial americano de patente mais alta morto por fogo inimigo durante a guerra. No dia seguinte, o tenente-general Claudius Miller Easley foi morto por uma metralhadora.
Durante um período de três meses, os americanos perderam 768 aviões. Destes, cerca de 458 foram abatidos por fogo inimigo (a maioria por fogo antiaéreo), enquanto outros 310 caíram em acidentes operacionais. Em terra, os Estados Unidos também perderam 225 tanques e blindados de transporte. No mar, 368 navios aliados — incluindo 120 embarcações de transporte — foram danificados, enquanto outros 36 navios — incluindo 15 embarcações anfíbias e 12 contratorpedeiros — foram afundados durante a campanha de Okinawa. Cerca de 4 907 homens da marinha foram mortos, com outros 4 874 ficando feridos, especialmente por causa dos ataques kamikaze.
Muitas das perdas sofridas pelos americanos foram devidos a colapsos mentais. Num jornal dos fuzileiros, a situação foi descrita desta maneira:
"Mais problemas mentais entre as tropas surgiram durante a Batalha de Okinawa do que em qualquer outra batalha durante a Segunda Guerra Mundial. O constante bombardeio de artilharia e morteiros, junto com o alto número de baixas, causou um enorme número de soldados afetados por fadiga de combate. Além disso, as chuvas e a lama impediram que os corpos dos mortos fossem retirados imediatamente, forçando os fuzileiros (que se orgulham em enterrar seus mortos de maneira própria e honrada) a deixar seus camaradas mortos para atrás. Isso, junto com milhares de corpos de amigos e inimigos que enchiam toda a ilha, criou um cheiro que podia ser até sentido o gosto. A moral estava perigosamente baixa a partir de maio e a disciplina também havia caído. As atrocidades cometidas pelos japoneses durante a guerra já havia mudado o comportamento dos soldados, resultando na profanação de restos mortais japoneses. Uma das atrocidades testemunhadas era o uso do povo de Okinawa, pelos japoneses, como escudos humanos, e levou a um novo aspecto de terror e tormento psicológico para os americanos".

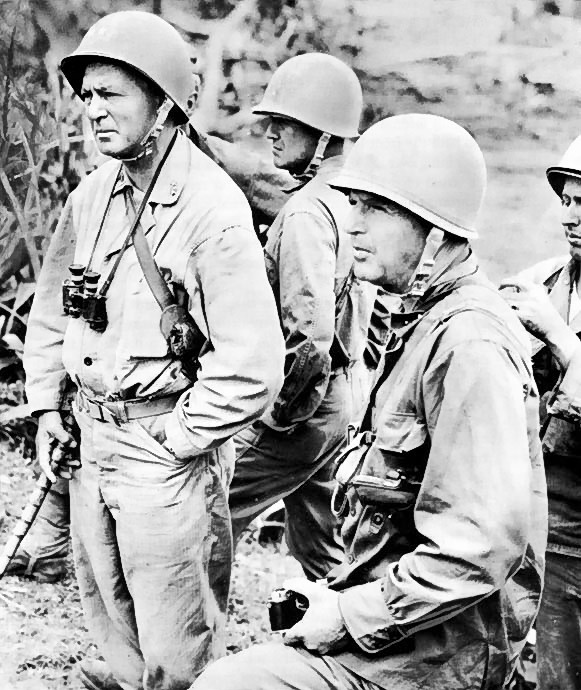
O general Simon Bolivar Buckner (em primeiro plano, segurando uma câmera), fotografado com o major-general Lemuel C. Shepherd Jr., em Okinawa.

As Medalhas de Honra, a maior condecoração militar americana, outorgadas aos militares em Okinawa foram dadas ao:
- Sargento Beauford T. Anderson[37]
- Cabo Richard E. Bush[37]
- Soldado de 1ª Classe da marinha Robert E. Bush[37]
- Major Henry A. Courtney Jr.[37]
- Soldado de 1ª Classe do exército Clarence B. Craft[37]
- Cabo James L. Day[37]
- Soldado de 1ª Classe do exército Desmond T. Doss[37]

#### Japoneses
Os militares americanos estipulam que pelo menos 110 071 soldados inimigos foram mortos em combate. Este número inclui civis de Okinawa conscritos ao serviço militar que acabaram morrendo na luta.

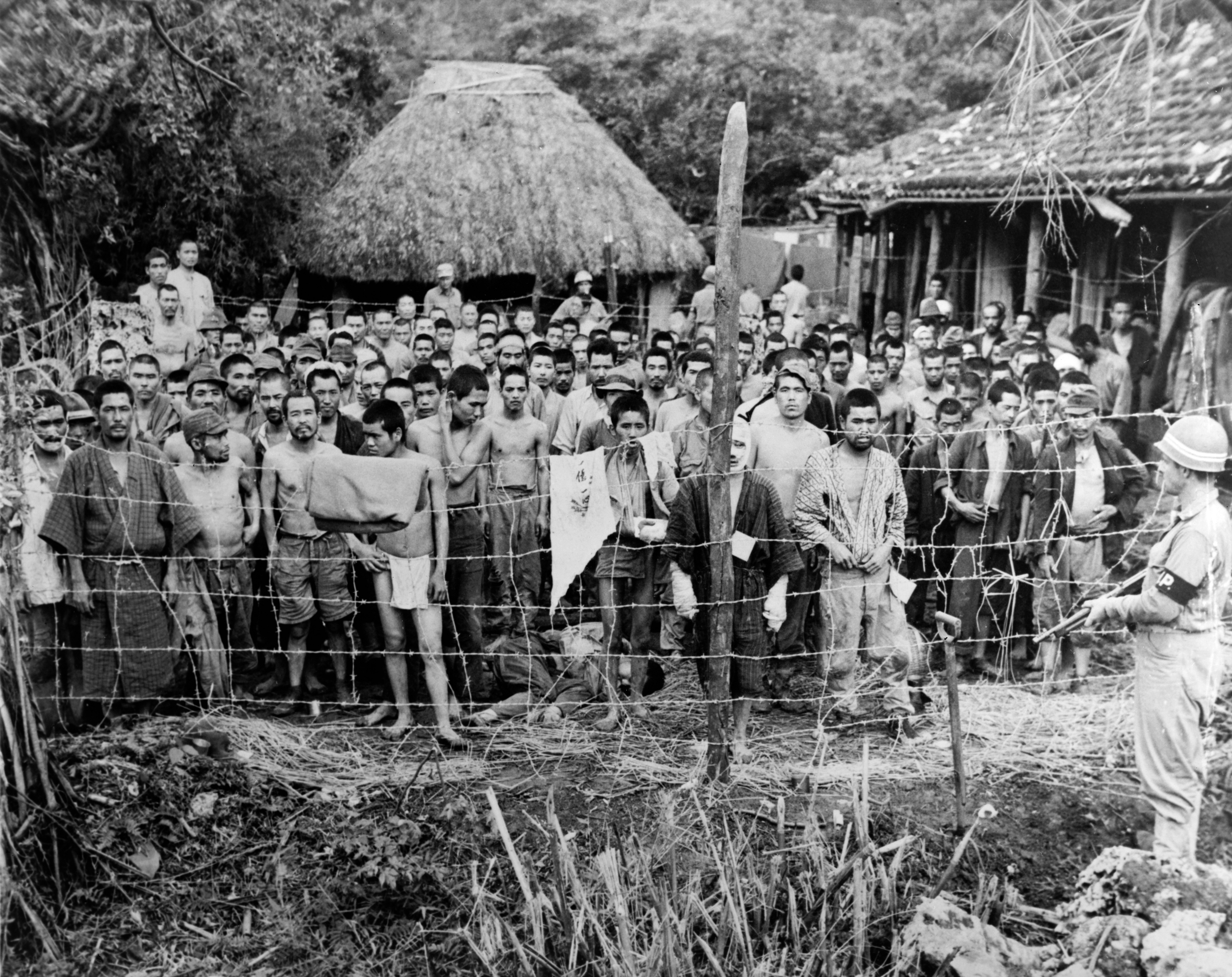
Um grupo de japoneses feitos prisioneiros na ilha de Okuku, em junho de 1945.

Cerca de 7 401 soldados japoneses e 3 400 civis okinawenses conscritos se renderam ou foram capturados durante a luta. Nos meses subsequentes ao fim da batalha, unidades escondidas saíram de seus buracos para também se entregar, elevando o número total de prisioneiro para 16 346. Esta foi uma das poucas batalhas da Guerra do Pacífico em que milhares de soldados japoneses decidiram se render ou foram capturados. Muitos destes aprisionados eram civis nativos de Okinawa que haviam sido alistados à força pouco antes da batalha começar e portanto estavam menos dispostos a acatar a doutrina de não-rendição do exército imperial japonês. Quando as forças americanas ocuparam a ilha completamente, muitos militares japoneses vestiram roupas civis para evitar a captura e alguns okinawenses nativos iam até os americanos para denunciar os japoneses que estavam escondidos.
Os japoneses perderam dezesseis navios de guerra, incluindo o couraçado Yamato. Exames pós-guerra dos arquivos japoneses mostram que suas perdas aéreas em Okinawa durante a campanha foram menores do que os americanos estipularam. Entre aviões convencionais e kamikazes, mais de 500 aeronaves foram perdidas. Os Aliados destruíram vinte e sete tanques e 743 peças de artilharia japonesas na ilha (incluindo morteiros, armas anti-tanque e anti-aéreas), com muitos sendo eliminados por bombardeio aéreo e naval, mas também pela própria artilharia americana.

### Perdas civis, suicídios e atrocidades

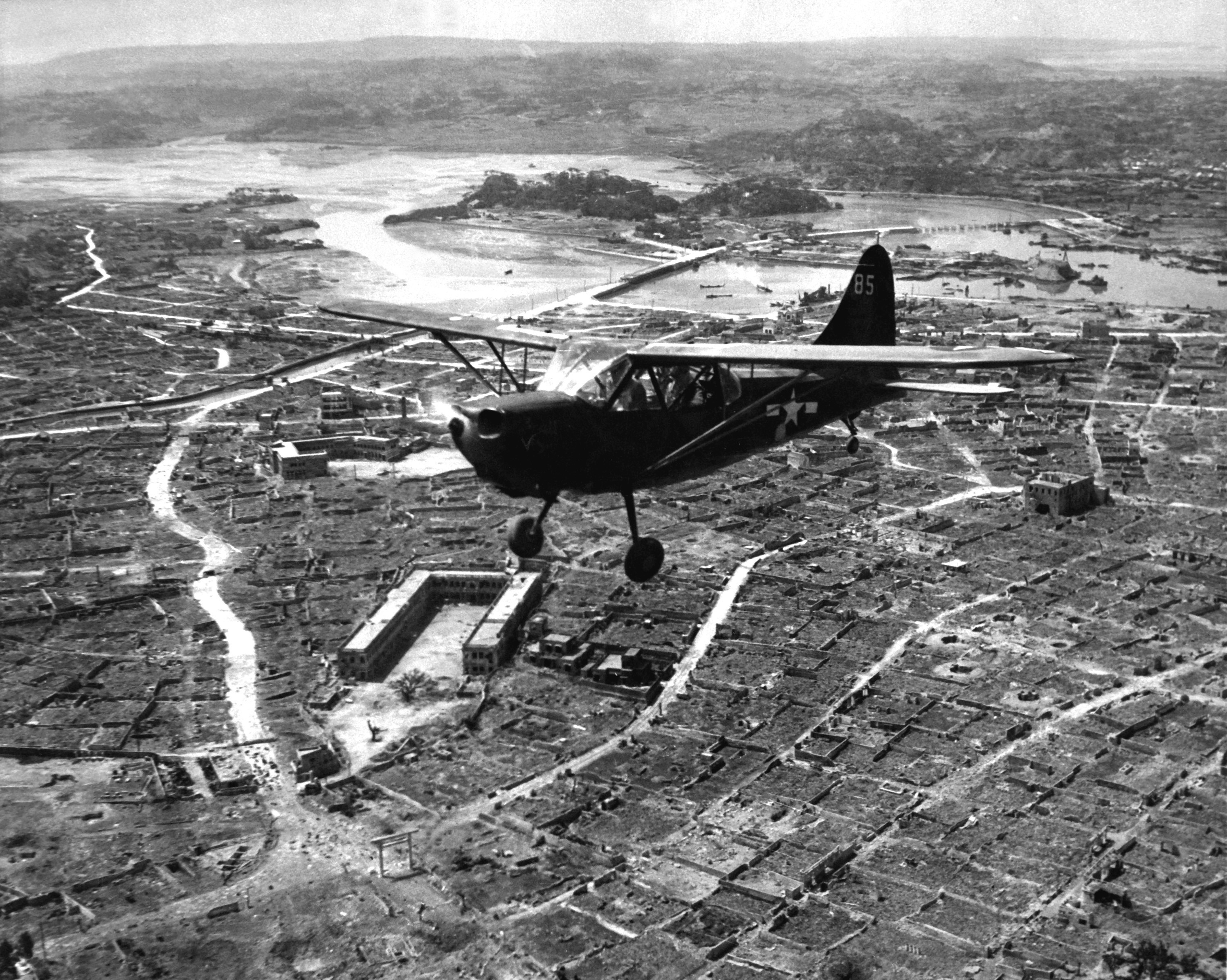
Uma aeronave americana Stinson Sentinel voando sobre as ruínas da cidade de Naha, capital de Okinawa, em maio de 1945.

Várias ilhas que viram grandes combates, como em Iwo Jima, não eram habitadas ou tiveram suas populações civis evacuadas. Okinawa, em contraste, tinha uma considerável população de nativos e civis; arquivos do planejamento americano estipulavam que havia mais de 300 000 civis em Okinawa. De acordo com várias estimativas, até um-terço desta população morrera durante os combate, algo em torno de 30 000 a 100 000 fatalidades. O governo de Okinawa estimou que mais de 100 000 civis morreram, enquanto os americanos afirmam que 142 058 nativos foram mortos ou feridos, incluindo muitos atingidos por artilharia e aviões. Muitos também morreram com armas em mão, alistados a força no exército japonês. Durante a batalha, soldados americanos tinham dificuldade entre distinguir civis e combatentes. Se tornou comum para os americanos abrirem fogo contra casas okinawenses, como um homem de infantaria descreveu: "As vezes os que estavam lá dentro retornavam fogo, mas outras estavam ocupadas por civis – e nós não nos importávamos. Era terrível não poder distinguir entre combatentes e mulheres e crianças. Americanos sempre tiveram grande compaixão, especialmente por crianças. Agora nós disparávamos indiscriminadamente". Já que muitos residentes okinawenses fugiram para cavernas onde acabaram sendo sepultados, isso faz com que o real número de fatalidades civis seja desconhecido.

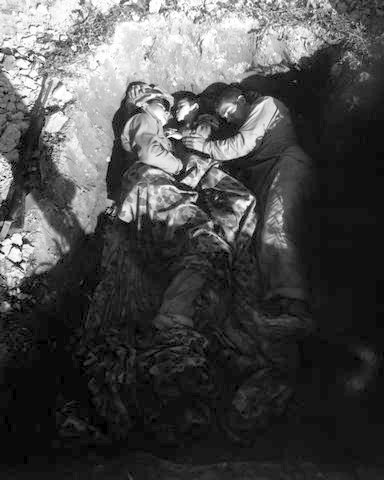
Dois fuzileiros americanos compartilhando uma trincheira com um civil órfão okinawense em abril de 1945.

O Museu Memorial da Paz de Okinawa afirma que a ilha foi pega no meio da guerra entre os Estados Unidos e o Império do Japão. Durante a batalha, o exército japonês demonstrou grande indiferença com a segurança do povo da região e seus soldados usavam os civis como escudos humanos contra os americanos. Havia também casos de massacres sem um motivo aparente. Os militares japoneses confiscaram bens e principalmente a comida da população de Okinawa e executaram aqueles que escondiam mantimentos, levando a população civil a sofrer muito de inanição. Estima-se que mais de 1 000 pessoas foram mortas por falar a língua okinawana, para evitar espionagem. O Museu da Paz afirma que "muitos civis foram estraçalhados por cartuchos de artilharia, alguns se encontrando em uma situação sem esperança acabaram se suicidando, muitos morreram de fome, outros sucumbiram a malária, enquanto outros foram assassinados pelos japoneses".
Com a vitória iminente das forças americanas, várias comunidades civis cometeram suicídio coletivo, incentivados por oficiais japoneses que afirmaram que os estadunidenses iriam iniciar uma série de assassinatos e estupros quando vencessem. O jornal okinawense Ryūkyū Shimpō escreveu em 2007: "Muitos civis okinawenses testemunharam que o exército japonês os dirigia a cometer suicídio. Há também os que testemunharam que os soldados japoneses deram granadas para os civis" para que eles se explodissem. Milhares de civis, sendo manipulados pela propaganda japonesa, acreditavam que os americanos eram bárbaros que cometiam muitas atrocidades, e acabavam matando suas famílias e a si mesmos para evitar a captura. Muitos se jogavam de montanhas na região sul de Okinawa (onde atualmente está o Museu da Paz). Contudo, apesar de tudo que foi dito para eles a respeito do inimigo, muitos okinawenses ficaram surpresos com o tratamento generoso que recebiam dos americanos. Tradutores e membros do serviço de inteligência dos Estados Unidos (incluindo americanos descendentes de japoneses) conseguiram convencer milhares de civis a não se matarem.

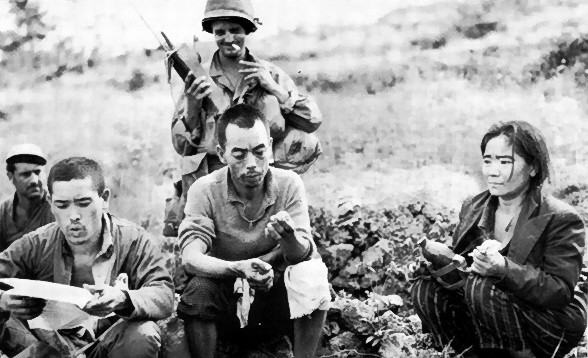
Okinawenses lendo panfletos distribuídos pelos americanos para a população local.

Testemunhas e historiadores reportam que soldados japoneses estupravam muitas mulheres okinawanas durante a batalha. Tais estupros se tornaram "comuns" até junho, após a derrota japonesa parecer clara. Oficiais americanos dos fuzileiros em Okinawa e em Washington afirmavam que não tinham conhecimento a respeito de estupros cometidos por militares americanos até depois da guerra. Há, contudo, várias fontes críveis que afirmam que a força de ocupação americana nos territórios japoneses, incluindo em Okinawa, cometeram estupros também. Havia também prostituição em larga escala. Em alguns casos, americanos até se casaram com mulheres japonesas ou okinawenses.

## Consequências
Cerca de 90% dos edifícios da ilha foram destruídos, junto com vários monumentos históricos, artefatos e tesouros culturais, com a paisagem tropical sendo transformada em "uma vastidão de lama, chumbo, decadência e vermes". O valor militar de Okinawa "excedeu todas as esperanças". A ilha ofereceu um porto seguro para os navios, uma área de preparação para as tropas e uma base aérea muito próxima do Japão. Os americanos limparam as águas da região de minas na chamada "Operação Zebra", ocupando Okinawa, e estabelecendo a Administração Civil Estadunidense das Ilhas Ryukyu, uma forma de governo militar, após a batalha.

### Efeitos no curso da guerra
Historiadores acreditam que a campanha em Okinawa levou diretamente aos bombardeamentos de Hiroshima e Nagasaki, como um meio de evitar a invasão terrestre planejada das principais ilhas do Japão. Esta visão é abordada pelo escritor Victor Davis Hanson no livro Ripples of Battle:
"...porque os japoneses em Okinawa... lutaram tão ferozmente em suas defesas (mesmo isolados e sem suprimentos), e porque as baixas foram tão terríveis, muitos estrategistas americanos começaram a buscar meios alternativos de subjugar o Japão, que não fosse uma invasão. Este meio se apresentou com o advento das bombas atômicas, que funcionou admiravelmente em convencer os japoneses a ir atrás da paz [incondicional], sem perdas para os americanos."

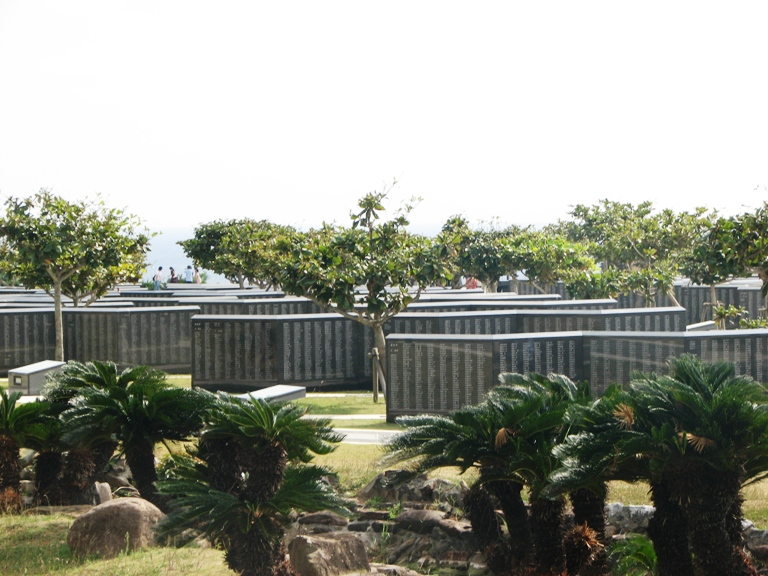
O memorial "Pedra angular da Paz" com os nomes de civis e militares mortos, de diversos países, durante a Batalha de Okinawa.

Acadêmicos modernos debatem o motivo da rendição japonesa, atribuindo-a a razões além do bombardeio atômico, como a invasão soviética da Manchúria, o maciço bombardeamento de Tóquio e o esgotamento dos seus recursos naturais.

### Memorial
Em 1995, o governo de Okinawa ergueu um monumento chamado de Cornerstone of Peace ("Pedra angular da Paz") em Mabuni, o local onde o último combate aconteceu em Okinawa. O memorial lista o nome dos conhecidos que morreram em batalha, civis e militares, japoneses e estrangeiros. Em junho de 2008, já continha 240 734 nomes.

### Base americana atual
Controversamente, um número significativo de tropas americanas ficaram para trás no Japão e Kadena, que continuou como a maior base americana na Ásia.